# U-131 (1941)
| U-131                      | U-131 | U-131 |
| -------------------------- | --- | --- |
|                            | | |
|                            | | |
|                            | | |
| Під прапором               | Третій рейх | Третій рейх |
| Спуск на воду              | 1 квітня 1941 року | 1 квітня 1941 року |
| Виведений зі складу флоту  | 17 грудня 1941 року | 17 грудня 1941 року |
| Сучасний статус            | затоплений | затоплений |
| Проєкт                     | | |
| Тип ПЧ                     | Дизельний підводний човен | Дизельний підводний човен |
| Основні характеристики     | | |
| Швидкість (надводна)       | 17,9 вузла | 17,9 вузла |
| Швидкість (підводна)       | 7 вузла | 7 вузла |
| Робоча глибина занурення   | 100 м | 100 м |
| Гранична глибина занурення | 230 м | 230 м |
| Автономність плавання      | 63 милі (117 км) на швидкості 4 вузли (7,4 км/год) (у підводному положенні) 13 450 морських миль (24 910 км на швидкості 10 вузлів (19 км/год) (у надводному положенні) | 63 милі (117 км) на швидкості 4 вузли (7,4 км/год) (у підводному положенні) 13 450 морських миль (24 910 км на швидкості 10 вузлів (19 км/год) (у надводному положенні) |
| Екіпаж                     | 48 осіб | 48 осіб |
| Розміри                    | | |
| Довжина найбільша (по КВЛ) | 76,76 м | 76,76 м |
| Ширина корпусу найб.       | 6,76 м | 6,76 м |
| Висота                     | 9,6 м | 9,6 м |
| Середня осадка (по КВЛ)    | 4,70 | 4,70 |
| Водотоннажність надводна   | 1120 т | 1120 т |
| Озброєння                  | | |
| Артилерія                  | 1 × 88-мм палубна гармата SK C/32 | 1 × 88-мм палубна гармата SK C/32 |
| Торпедно- мінне озброєння  | 4 носових і два кормових ТА. 22 торпеди або 44 міни TMA чи 66 TMB | 4 носових і два кормових ТА. 22 торпеди або 44 міни TMA чи 66 TMB |
| ППО                        | 1 × 37-мм зенітна гармата SKC/30 2 × 20-мм зенітні гармати FlaK 30 | 1 × 37-мм зенітна гармата SKC/30 2 × 20-мм зенітні гармати FlaK 30 |

U-131 — німецький підводний човен типу IXC, часів Другої світової війни.
Замовлення на будівництво човна було віддане 7 серпня 1939 року. Човен був закладений на верфі «AG Weser» у Бремені 1 вересня 1940 року під заводським номером 994, спущений на воду 1 квітня 1941 року, 1 липня 1941 року увійшов до складу 4-ї флотилії. Також за час служби перебував у складі 2-ї флотилії. Єдиним командиром човна був корветтен-капітан Аренд Бауманн.
За час служби човен зробив 1 бойовий похід, у якому потопив 1 судно.
Потоплений 17 грудня 1941 року у Північній Атлантиці північно-східніше Мадейри (34°12′ пн. ш. 13°35′ зх. д. / 34.200° пн. ш. 13.583° зх. д.) глибинними бомбами та артилерійським вогнем британських есмінців «Ексмур», «Бленкні», «Стенлі», корвету «Пенстемон», шлюпу «Сторк» та вогнем «Вайлдкета» з ескортного авіаносця «Одасіті». Весь екіпаж у складі 47 осіб врятований.

## Потоплені та пошкоджені кораблі[3]
| Назва           | Тип                | Належність      | Дата          | Тоннаж (БРТ) | Вантаж                                                        | Статус    | Місце                                                       |
| Scottish Trader | суховантажне судно | Велика Британія | 6 грудня 1941 | 4 016        | Генеральні вантажі, включно з сталлю та продуктами харчування | потоплено | 58°00′ пн. ш. 19°30′ зх. д. / 58.000° пн. ш. 19.500° зх. д. |